# Hanjalige, Alur
Hanjalige là một làng thuộc tehsil Alur, huyện Hassan, bang Karnataka, Ấn Độ.